# Parmoptila rubrifrons
Il beccaformiche fronte rossa (Parmoptila rubrifrons (Sharpe & Ussher, 1872)) è un uccello passeriforme della famiglia degli Estrildidi.

## Descrizione

### Dimensioni
Questi uccelli misurano generalmente fra gli 11 e i 12,5 cm di lunghezza, per un peso corporeo che oscilla fra gli 8 e gli 11 grammi.

### Aspetto
Si tratta di uccelli dall'aspetto slanciato, muniti di becco allungato e appuntito con tendenza ad incurvarsi leggermente verso il basso nella sua estremità superiore.

Il maschio presenta livrea bruno-olivastra su testa, dorso, ali, codione e coda, con presenza di bianco sulla punta delle singole penne cefaliche: la gola è bianco-grigiastra, il petto, il ventre ed il sottocoda sono di colore bruno-arancio, e la fronte è rossa (da cui il nome comune e quello scientifico). Nella femmina manca il rosso frontale, con la testa che è interamente bruno-olivastra con la punta delle singole penne di color ocra, mentre la zona ventrale è di color crema coi bordi delle penne bruni: in ambedue i sessi il becco è nerastro, le zampe sono di color carnicino, gli occhi sono bruno-rossicci.

## Biologia
Si tratta di uccelli dalle abitudini diurne, che vivono perlopiù da soli o in coppie, passando la maggior parte del tempo fra gli alberi a 5-10 metri dal suolo, alla ricerca di cibo.

### Alimentazione
La dieta del beccaformiche fronte rossa si compone principalmente di piccoli insetti, in particolare di formiche, che vengono reperite fra i rami: questi uccelli si nutrono inoltre di piccoli invertebrati, frutta, bacche epiccoli semi.

### Riproduzione
Il comportamento di questi uccelli rimane ancora relativamente poco conosciuto: finora sono stati osservati tre nidi ascrivibili con sicurezza a questi uccelli, e consistenti in formazioni globose di erba e foglie intrecciate misuranti fino a 40 cm di diametro, situati nel folto della vegetazione fra i 2,5 e i 3,5 m d'altezza. Alla loro costruzione, caso quasi eccezionale fra gli estrildidi, ha partecipato unicamente la femmina.

## Distribuzione e habitat
Il beccaformiche fronte rossa è diffuso in Guinea, dalla Liberia meridionale al Ghana: il suo habitat è rappresentato dalle aree di foresta con presenza di radure erbose e cespugliose più o meno estese, possibilmente in prossimità di fonti d'acqua dolce permanenti.